# Урочище Кубалач
Уро́чище Кубала́ч  (крим. «Кубалач») — ботанічний заказник національного значення, що знаходиться в однойменному урочищі та був створений в Кримських горах у Білогірському районі АР Крим згідно з Постановою Кабінету міністрів УРСР від 3 серпня 1978 за № 383. Створений на базі пам'ятки природи, визнаної 1969 року.

## Загальні відомості
Землекористувачем території є ДП Білогірське державне лісове господарство. Заказник розміщений у квадратах 25, 26, 28, 29, 32, 33 Пристепового лісництва. Урочище розміщено у найвищій частині Внутрішньої гряди Кримських гір біля однойменного хребта Кубалач поміж селами Руське (крим. Urus Qoca), Радісне (крим. Bez Baylan), Тополівка (крим. Toplu). Тут розміщені три вершини — центральна Кубалач (738 м), західна Бурундук-Кая, східна Кизил-Таш (Червоний камінь).

### Флора

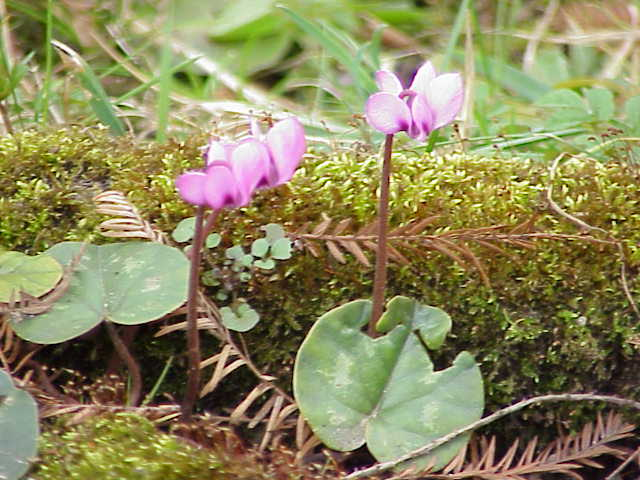
Цикламен Кузнецова

Схили гір у заказнику багато заліснені. Значна кількість опадів сприяє розвитку широколистяного лісу. Насадження у лісі переважно складається з дуба пухнастого (Quercus pubescens Willd.), дуба скельного (Quercus petraea), граба (Carpinus betulus L.), ясена (Fraxinus), бука (Fagus), ліщини (Corylus avellana L.). На багатих гумусом  ґрунтах на південно-західному, західному схилах хребта збереглась єдина у Криму популяція ендеміка — цикламен Кузнецова. Саме місце його росту було оголошено ботанічним заказником. Цикламен був названий на честь російського ботаніка Кузнецова М. І.. Його виділив у окремий вид біолог Котов М. І.. Він внесений до Міжнародного Червоного Списку, Європейського червоного списку, переліку міжнародної конвенції СІТЕС (1973), міжнародної Бернської конвенції (1979), Червоної книги України, Червоної книги Криму. Через раннє цвітіння цикламен Кузнєцова зривають для продажу на ринках, що негативно впливає на популяцію.

## Галерея

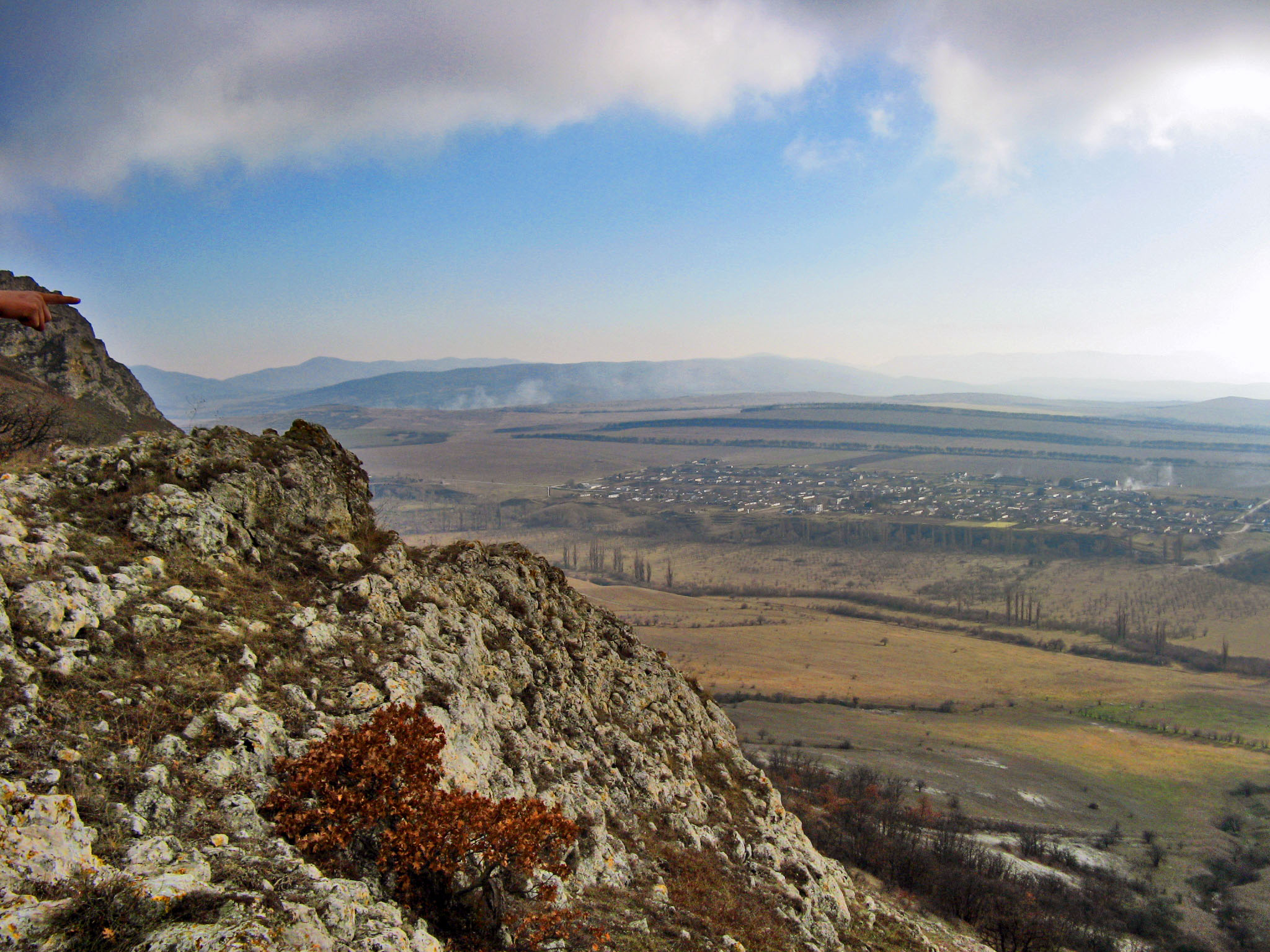
Хребет Кубалач у березні 2011
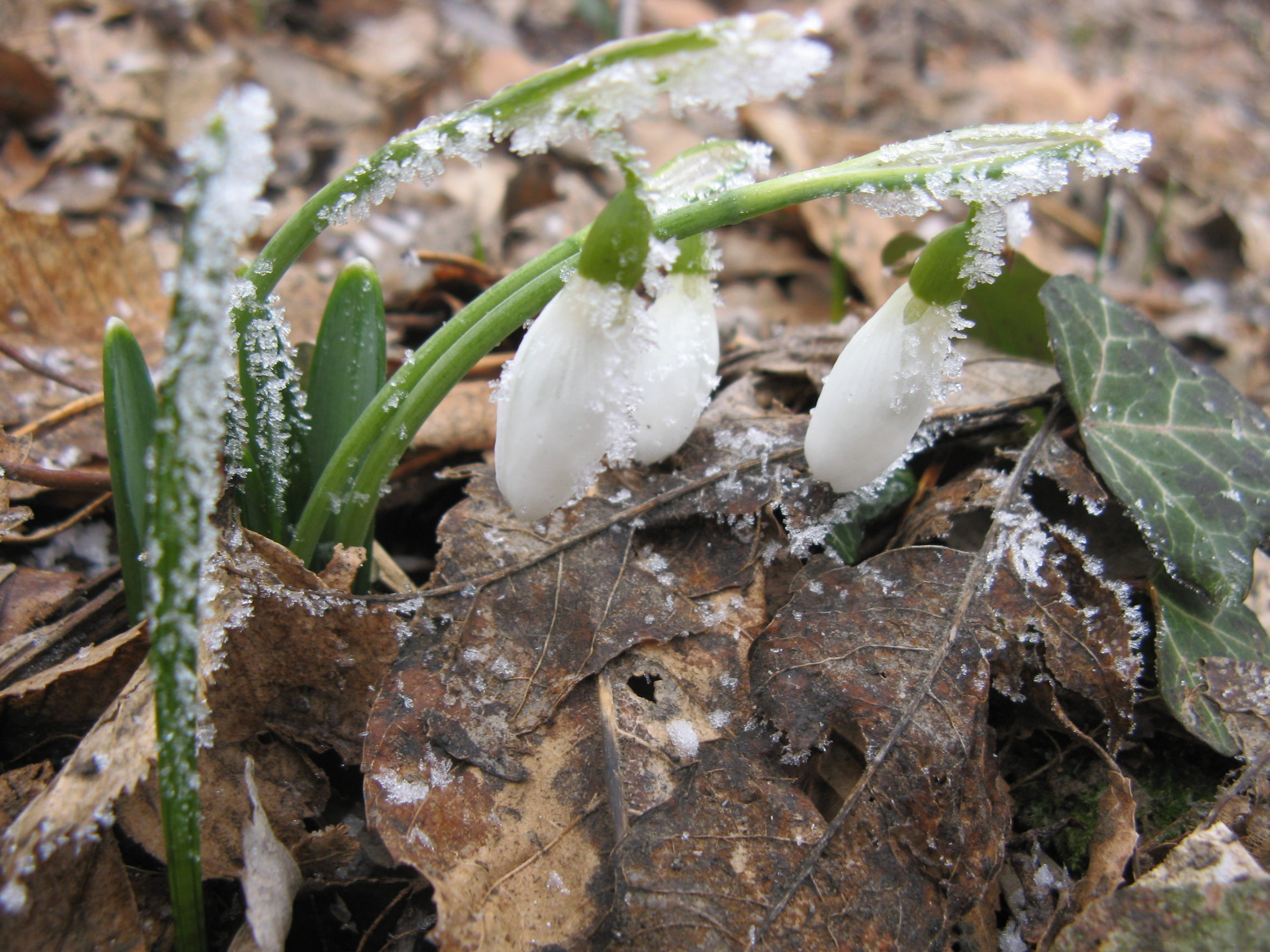
Червонокнижний підсніжник
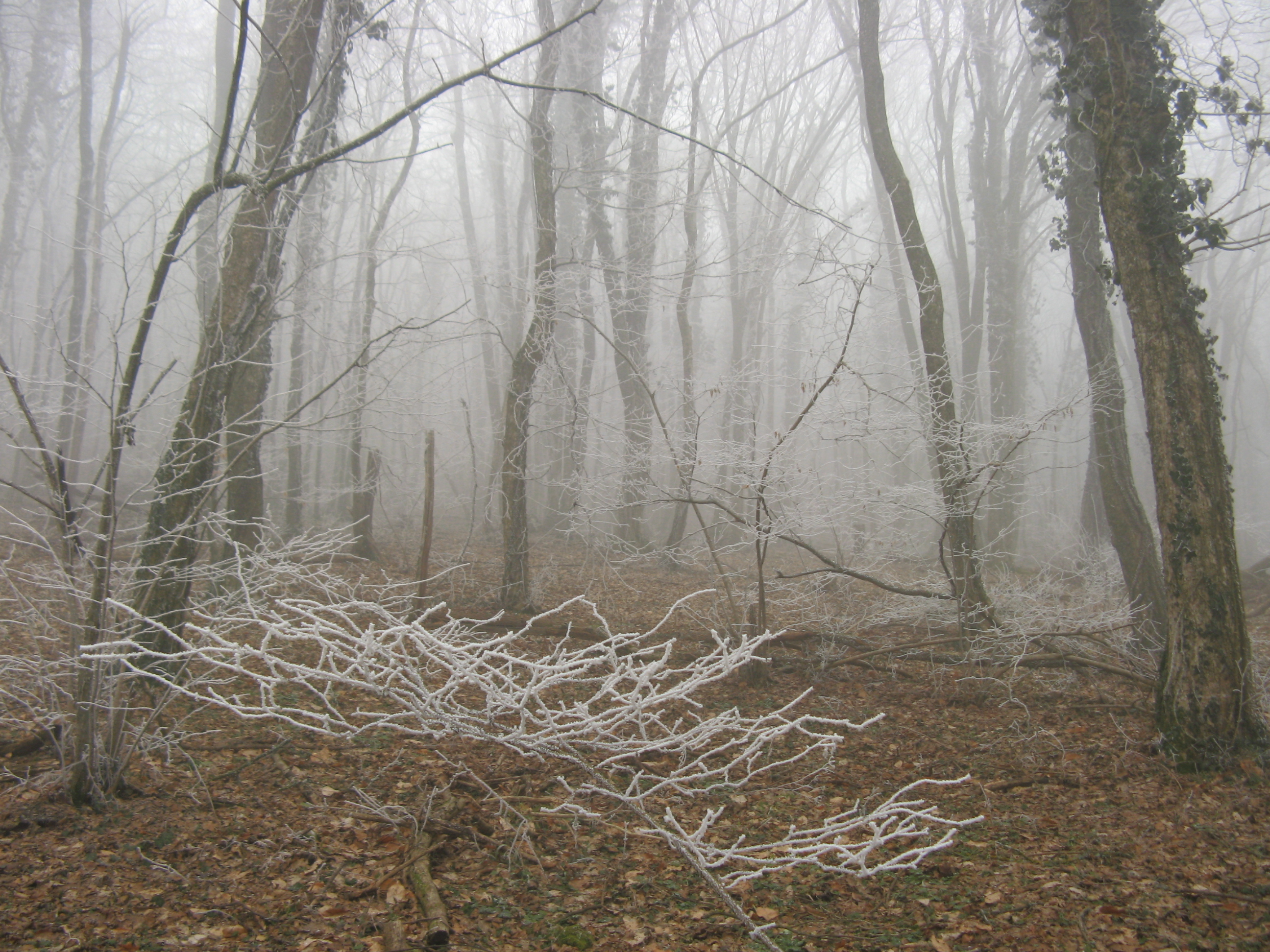
Урочище Кубалач у березні 2011